# Led Zeppelin Tour of Iceland, Bath and Germany, Summer 1970
Led Zeppelin Tour of Iceland, Bath and Germany, Summer 1970 – krótka europejska trasa koncertowa Led Zeppelin, która odbyła się w 1970 r. Trwała od 22 czerwca do 17 lipca i objęła Islandię, Anglię i Niemcy.

## Typowa setlista
1. "Immigrant Song" (Page, Plant)
2. "Heartbreaker" (Bonham, Page, Plant)
3. "Dazed and Confused" (Page)
4. "Bring It On Home" (Page, Plant, Dixon)
5. "Since I've Been Loving You" (Page, Plant, Jones)
6. Organ Solo/"Thank You" (Plant)
7. "That's The Way" (Page, Plant)
8. "What Is and What Should Never Be" (Page, Plant)
9. "Moby Dick" (Bonham)
10. "How Many More Times" (Plant, Jones, Bonham)

Bisy:
1. "Whole Lotta Love" (Page, Plant, Jones, Bonham)
2. "Communication Breakdown" (Page, Jones, Bonham)

## Lista koncertów
- 22 czerwca - Reykjavík, Islandia - Laugardshöll
- 28 czerwca - Shepton Mallet, Anglia - Bath Festival
- 16 lipca - Kolonia, Niemcy - Sporthalle
- 17 lipca - Essen, Niemcy - Grugahalle
- 18 lipca - Frankfurt, Niemcy - Festhalle Frankfurt
- 19 lipca - Berlin, Niemcy - Deutschlandhalle